# Eunota
Eunota is een geslacht van kevers uit de familie van de loopkevers (Carabidae). De wetenschappelijke naam van het geslacht is voor het eerst geldig gepubliceerd in 1954 door Rivalier.

## Soorten
Het geslacht Eunota is monotypisch en omvat slechts de volgende soort:
- Eunota togata (LaFerte-Senectere, 1841)